# 1990 en hockey sur glace
Cette page présente les éléments de hockey sur glace de l'année 1990, que ce soit d'un point de vue rencontres internationales ou championnats nationaux. Les grandes dates des différentes compétitions sont données ainsi que les décès de personnalités du hockey mondial.

## Amérique du Nord

### East Coast Hockey League
- Les Monarchs de Greensboro remportent la coupe Riley.

## Europe

### France
- fin novembre, disparition de l'Amiens Sporting Club. L'équipe de hockey reste malgré tout inscrite en championnat de France et continue sa saison[1].

## Autres Évènements

### Naissances
- Ian Schultz
- Steven Stamkos
- Radko Gudas

### Décès
- 1er janvier : Frank Boll, joueur des Maple Leafs de Toronto.
- 22 octobre : Ralph Bowman, joueur ayant remporté deux Coupe Stanley avec les Red Wings de Détroit.
- 6 novembre : Bob Armstrong, joueur des Bruins de Boston.